# Oración (religión)

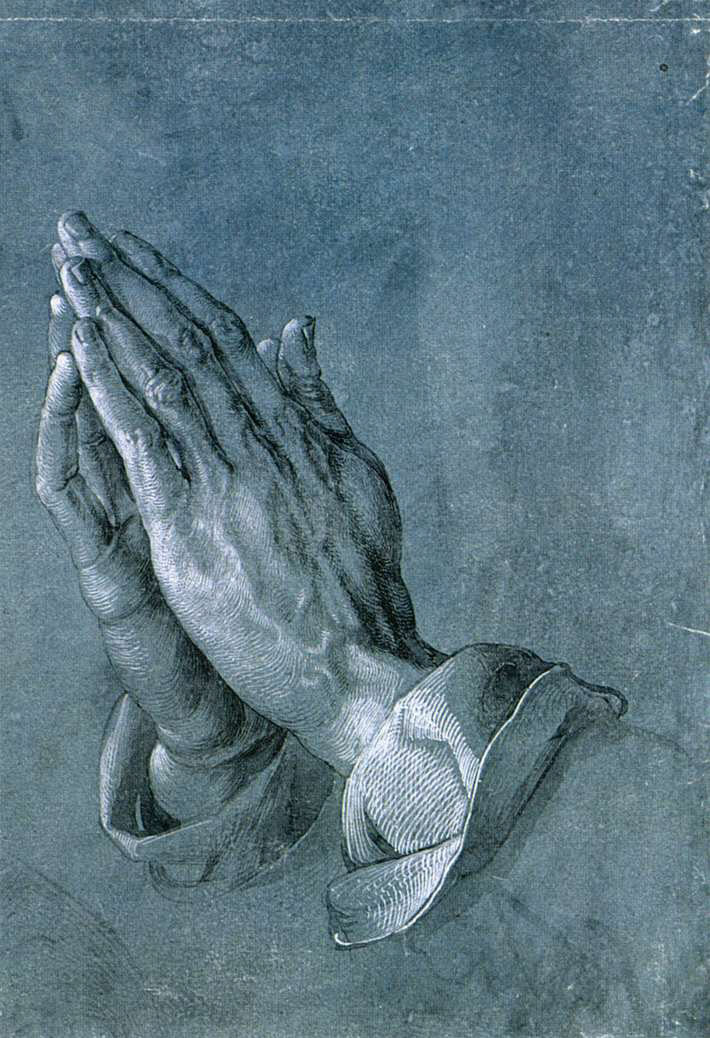
Manos en oración, por Alberto Durero, Col. Albertina, Viena.

La oración, rezo o plegaria es la acción por la cual una persona se dirige a una divinidad o una persona sagrada. Los pasos, las características y a quien va dirigida la oración están basados en la fe del individuo que realiza dicha actividad.
El término rezar viene del latín re-citāre el cual usa el prefijo re que significa repetición y citāre que significa citar, mientras orar viene del latín orāre que significa 'de forma oral', por otro lado plegaria precaria, en latín significa petición.
Las oraciones cristianas son diversas: pueden ser completamente espontáneas, o leídas enteramente de un texto, como de un breviario, que contiene las horas canónicas que se rezan a horas fijas de oración. Mientras se reza, las oraciones suelen ir acompañadas de ciertos gestos, como juntar las manos, inclinar la cabeza, arrodillarse (a menudo en el reclinatorio de un banco en el culto colectivo o en el reclinatorio individual en el culto privado) y prostración.
La oración más común entre los cristianos es el "Padre Nuestro", que según los relatos  evangélicos (por ejemplo Matthew 6:9-13) es como Jesús enseñó a rezar a sus discípulos. El mandato a los cristianos de rezar la oración del Señor tres veces al día se daba en Didache 8, 2 f., que, a su vez, estaba influenciada por la práctica  judía de rezar tres veces al día que se encuentra en el Antiguo Testamento, concretamente en Psalm, que sugiere "tarde y mañana y al mediodía", y Daniel, en el que el profeta Daniel reza tres veces al día.  Los primeros cristianos llegaron así a recitar el Padrenuestro tres veces al día, a las 9 de la mañana, a las 12 de la noche y a las 3 de la tarde, suplantando la antigua Amidá predominante en la tradición hebrea; así, en el cristianismo, muchas iglesias luteranas y anglicanas tocan sus campanas desde campanarios tres veces al día: por la mañana, al mediodía y por la tarde convocando a los fieles cristianos a recitar el Padre Nuestro. 
Desde los tiempos de la Iglesia primitiva, se ha enseñado la práctica de siete tiempos fijos de oración; en Tradición Apostólica, Hipólito instruía a los cristianos a orar siete veces al día "al levantarse, al encender la lámpara de la tarde, al acostarse, a medianoche" y "la tercera, sexta y novena horas del día, siendo horas asociadas con la Pasión de Cristo. " Los cristianos ortodoxos orientales, como los coptos y los indios, utilizan un breviario como el Agpeya y el Shehimo para rezar las horas canónicas siete veces al día a horas fijas de oración mientras miran en la hacia el este, en previsión de la Segunda venida de Jesús; esta práctica cristiana tiene sus raíces en KJV, en el que el profeta David reza a Dios siete veces al día. Las campanas de las iglesias instan a los cristianos a rezar a esas horas. Antes de rezar, se lavan las manos y la cara para estar limpios ante Dios y presentarle lo mejor; se quitan los zapatos para reconocer que se está ofreciendo una oración ante un Dios santo. En estas confesiones cristianas, y en muchas otras también, es costumbre que las mujeres lleven un velo cristiano cuando rezan.  Muchos cristianos han colgado históricamente una cruz cristiana en la pared oriental de sus casas para indicar la dirección este de la oración durante estos siete momentos de oración.

## Desarrollo histórico

### Nuevo Testamento

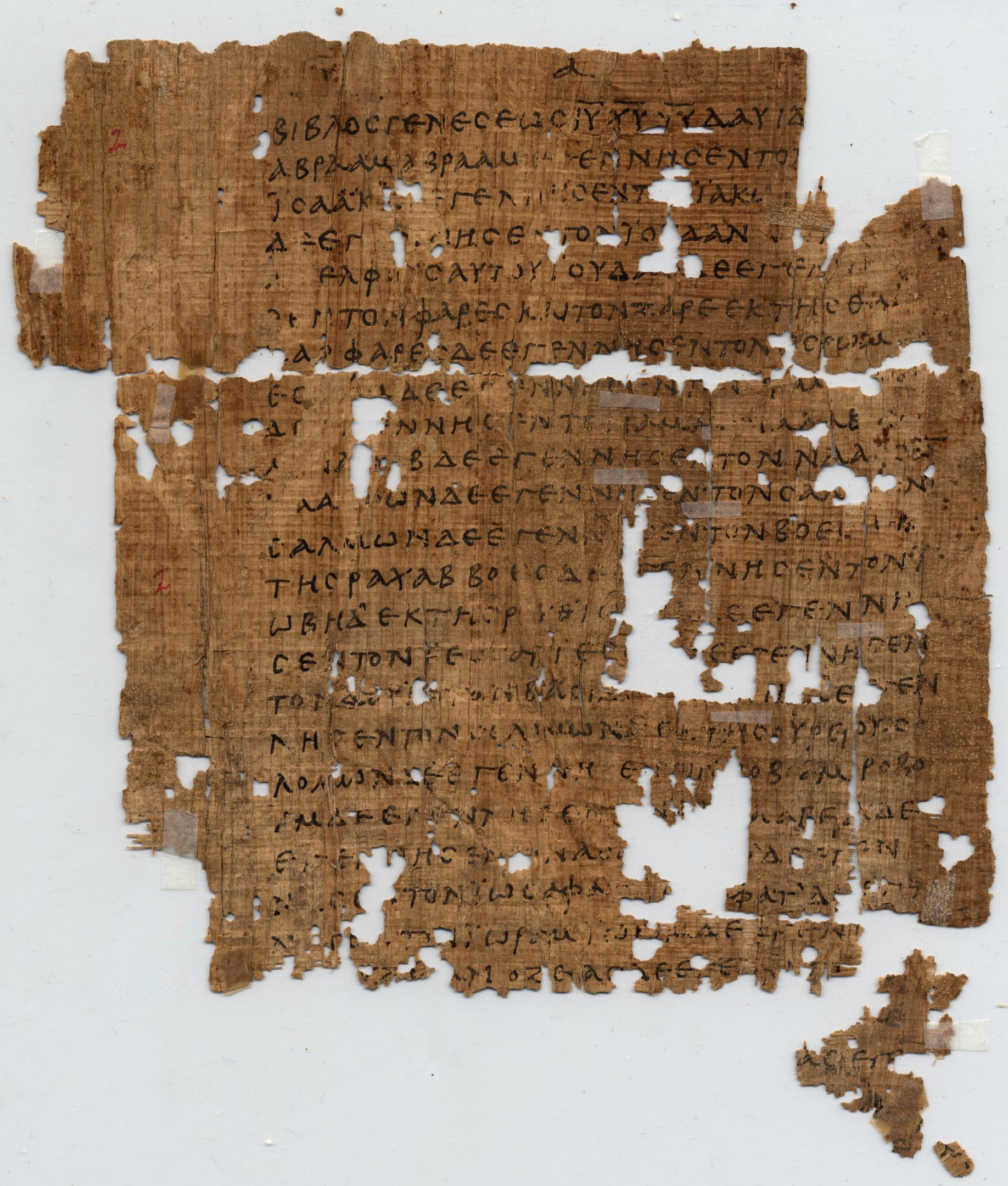
Una página del Evangelio de Mateo, del Papiro 1, c. 250

La oración en el Nuevo Testamento se presenta como un mandato positivo (4:2; 5:17). Se desafía al pueblo de Dios a incluir la oración en su vida cotidiana, incluso en las ajetreadas luchas del matrimonio (7:5) ya que se cree que acerca a los fieles a Dios. A lo largo del Nuevo Testamento, la oración se muestra como el método designado por Dios mediante el cual los fieles obtienen lo que Él tiene para otorgar (7:7-11; 9:24-29; 11:13). La oración, según el Libro de los Hechos, puede verse en los primeros momentos de la iglesia (3:1). Los apóstoles consideraban la oración como una parte esencial de sus vidas (6:4; 1:9; 1:9). Como tal, los apóstoles incorporaban con frecuencia versículos de Salmos en sus escritos. Por ejemplo, 3:10-18 está tomado de 14:1-3 y otros salmos.
Largos pasajes del Nuevo Testamento son oraciones o cánticos (véase también el Libro de las Odas), como la oración por el perdón (11:25-26), el Padre Nuestro, el Magnificat (1:46-55), el Benedictus (1:68-79), la oración de Jesús al único Dios verdadero (17), exclamaciones como «Alabado sea Dios, Padre de nuestro Señor Jesucristo» (1:3-14), la Oración de los Creyentes (4 :23-31), «que este cáliz sea quitado de mí» (26:36-44), «Orad para que no caigáis en tentación» (22:39-46), Oración de Esteban (7:59-60 ), la oración de Simón el Mago (8:24), «orad para que seamos librados de hombres impíos y malvados» (3:1-2), y Maranata (16:22).

### Cristianismo primitivo
La oración y la lectura de las Escrituras eran elementos importantes del cristianismo primitivo. En la Iglesia primitiva, el culto era inseparable de la doctrina, como se refleja en la declaración: «lex orandi, lex credendi», es decir, la ley de la creencia es la ley de la oración.  Las primeras liturgias cristianas tempranas destacan la importancia de la oración.
El Padrenuestro era un elemento esencial en las reuniones de los primeros cristianos, y ellos lo difundieron al predicar el cristianismo en nuevas tierras. Con el tiempo, se desarrollaron diversas oraciones a medida que se producción de la literatura cristiana primitiva se intensificó.
Ya en el siglo II, los cristianos indicaban la dirección este de la oración colocando una cruz cristiana en la pared oriental de su casa o iglesia, postrándose frente a ella mientras rezaban a las siete horas fijas de oración.
En el siglo III, Orígenes había avanzado la visión de «las Escrituras como sacramento». Los métodos de Orígenes para interpretar las Escrituras y orar sobre ellas fueron aprendidos por Ambrosio de Milán, quien hacia finales del siglo IV se los enseñó a Agustín de Hipona, introduciéndolos así en las tradiciones monásticas de la Iglesia de Occidente a partir de entonces.
Los primeros modelos de vida monástica cristiana surgieron en el siglo IV, cuando los Padres del Desierto comenzaron a buscar a Dios en los desiertos de Palestina y Egipto.  Estas primeras comunidades dieron lugar a la tradición de una vida cristiana de «oración constante» en un entorno monástico que finalmente dio lugar a prácticas meditativas en la Iglesia oriental durante el período bizantino.

### Meditación en la Edad Media
Durante la Edad Media, las tradiciones monásticas tanto del occidental como del cristianismo oriental pasaron de la oración vocal a la meditación cristiana. Estas progresiones dieron lugar a dos prácticas meditativas distintas y diferentes: la Lectio Divina en Occidente y el hesicasmo en Oriente. El hesicasmo implica la repetición de la Oración de Jesús, pero la Lectio Divina utiliza diferentes pasajes de las Escrituras en diferentes momentos y, aunque un pasaje puede repetirse varias veces, la Lectio Divina no es de naturaleza repetitiva. 
.

Los cuatro movimientos de la Lectio Divina: «leer», «meditar», «orar», «contemplar»

En la Iglesia occidental, en el siglo VI, Benedicto de Nursia y el papa Gregorio I habían iniciado los métodos formales de oración bíblica llamados Lectio Divina. Con el lema  Ora et labora (es decir, reza y trabaja), la vida cotidiana en un monasterio benedictino constaba de tres elementos: la oración litúrgica, el trabajo manual y la Lectio Divina, una lectura tranquila y devota de la Biblia.
A principios del siglo XII, Bernardo de Claraval contribuyó a reafirmar la importancia de la Lectio Divina dentro de la orden cisterciense. Bernardo también enfatizó el papel del Espíritu Santo en la oración contemplativa y lo comparó con un beso del Padre Eterno que permite una unión con Dios. 
La progresión de la lectura de la Biblia a la meditación y al amoroso respeto por Dios fue descrita formalmente por primera vez por Guigo II, un monje cartujo que murió a finales del siglo XII.  El libro de Guigo II, La escalera de los monjes, se considera la primera descripción de la oración metódica en la tradición mística occidental.
En el cristianismo oriental, las tradiciones monásticas de «oración constante» que se remontan a los Padres del Desierto y a Evagrio Póntico establecieron la práctica del hesicasmo e influyeron en el libro de Juan Clímaco La escala de amor divino en el siglo VII Estas oraciones meditativas fueron promovidas y apoyadas por Gregorio Palamás en el siglo XIV.

## Tipos de oración
Existen dos escenarios básicos para la oración cristiana: corporativa (o pública) y privada. La oración corporativa incluye la oración compartida en el lugar de culto o en otros lugares públicos, especialmente en el Día del Señor en el que muchos cristianos se reúnen colectivamente. Estas oraciones pueden ser oraciones formales escritas, como las liturgias contenidas en el Libro de Servicio Luterano y el Libro de Oración Común, así como  oraciones jaculatorias informales u oraciones extemporáneas, como las ofrecidas en las reuniones de campamento metodistas. La oración privada se produce cuando el individuo reza en silencio o en voz alta en el hogar; el uso de un devocionario diario y libro de oraciones en la vida de oración privada de un cristiano es común. En el cristianismo occidental, el reclinatorio se ha utilizado históricamente para el propósito de la oración privada y muchos hogares cristianos poseen altares caseros en la zona donde se colocan. En el cristianismo oriental, los creyentes suelen mantener rincón de iconos en los que rezan, que se encuentran en la pared oriental de la casa. Entre los Viejos ritualistas, se utiliza una alfombra de oración conocida como Podruchnik para mantener la cara y las manos limpias durante las postraciones, ya que estas partes del cuerpo se utilizan para hacer la señal de la cruz. La oración espontánea en el cristianismo, a menudo realizada en entornos privados, sigue la forma básica de adoración, contrición, acción de gracias y súplica, abreviada como A. C.T.S.

## Etimología
Del latín oratio, -onis. Etimológicamente es una expresión oral, es decir, que debe expresarse con el lenguaje. Aunque hay varios tipos de oración, y no siempre se expresa con un lenguaje de palabras, tanto verbales como mentales, también puede expresarse a través de gestos como los bailes. Las religiones suelen otorgar validez a la mera repetición de unas palabras, que eleven el pensamiento hacia Dios, que pueden ser incluso en un idioma que el orante no entiende (las llamadas lenguas sagradas: sánscrito, hebreo, griego, latín, árabe...), o conceptos difíciles de entender en el propio idioma. En la religiosidad popular, son las propias palabras las que tienen el poder curativo o la eficacia religiosa de que se trate.

## Postura física durante la oración

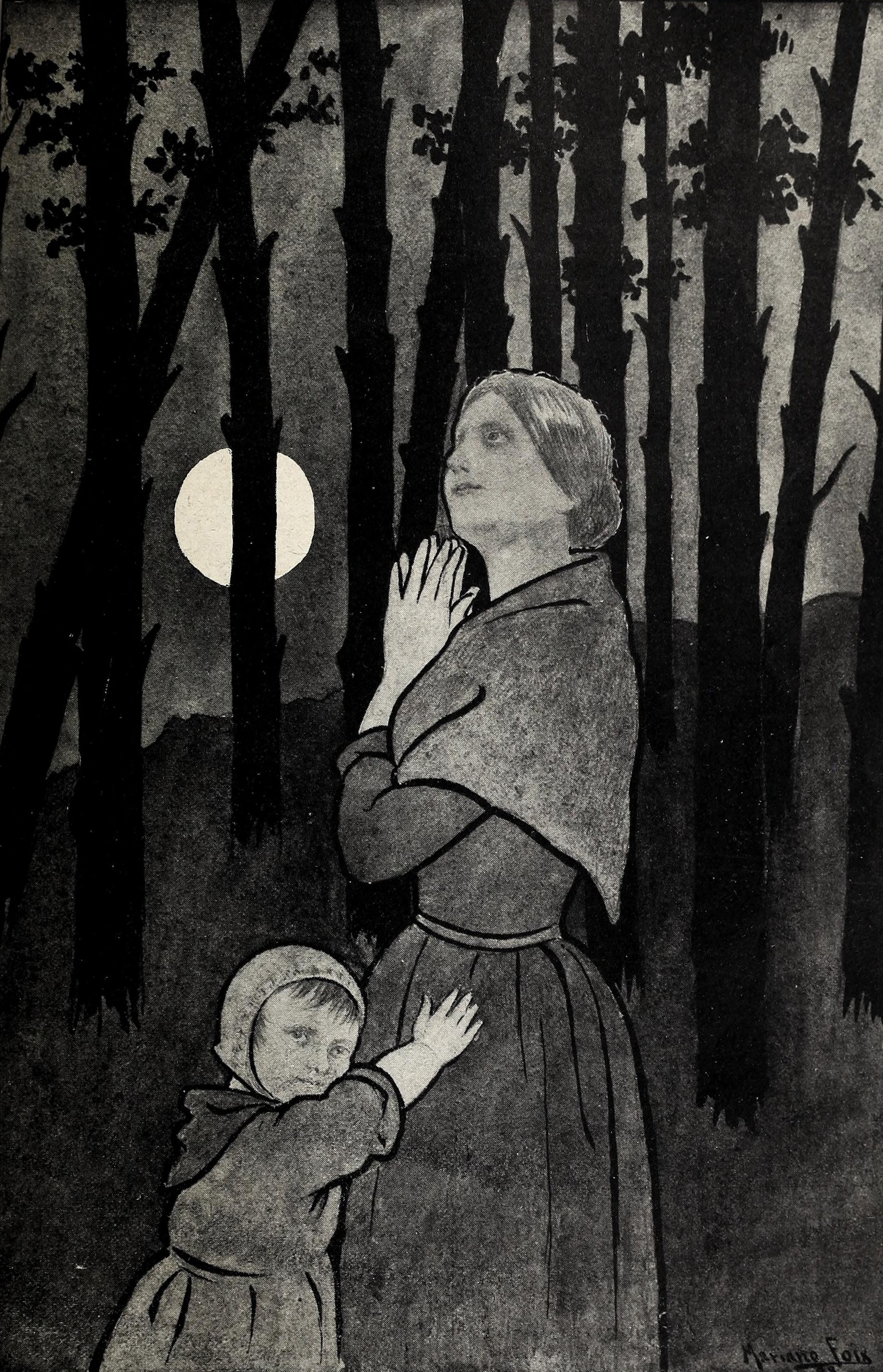
«En tiempo de guerra. La oración de los buenos». Ilustración de Mariano Foix (1898).

Habitualmente se acompaña el acto de la oración con alguna postura física, como el juntar las palmas de las manos, o mostrar las manos abiertas; el abrir los brazos en cruz; el mirar hacia el cielo, o bien bajar la mirada u ocultar el rostro entre las manos; el realizar movimientos en forma de vaivén; y la postración, como manera de humillarse en actitud ascética de conversión, como arrodillarse o  inclinarse (en griego proskynesis). Existe una postura, procedente del budismo zen, adoptada por los monjes cristianos, llamada posición del diamante o postura carmelitana, en la que el orante se pone de rodillas, sentado sobre los talones, con las palmas de las manos abiertas, hacia arriba, sobre las rodillas, en actitud de recogimiento y acogida. Para este fin incluso se han diseñado objetos adecuados: los reclinatorios, en el catolicismo, y las alfombras de oración (como la Alfombra de Baluch), en el islam y el cristianismo copto.
La oración musulmana requiere un ritual de posturas muy codificado, que incluye la orientación hacia La Meca. 
Ordinariamente, los judíos contemporáneos no se inclinan. Sin embargo, se inclinaron al recitar rezos, y en la actualidad mantienen un ritual de oración con vaivén frente al Muro de las Lamentaciones y los textos sagrados. Los etíopes modernos tienen la costumbre de la inclinación, probablemente debido a los judíos antiguos que emigraron a Etiopía en días antiguos. La inclinación etíope es similar a la inclinación japonesa.
La postura incómoda durante la oración o su larga duración puede considerarse una forma ligera de mortificación física, que en algunos casos se exterioriza en golpes; estos pueden ser simplemente estilizados (por ejemplo, el llevarse el puño al pecho al decir Por mi culpa, por mi culpa, por mi grandísima culpa, del confiteor católico -yo, pecador-), o excepcionalmente ser reales. No obstante, estas auto-agresiones con fines religiosos no son tanto propias de la oración como de alguna forma de penitencia.

## Cristianismo

### Catolicismo
Conforme a la Iglesia católica, la oración es un diálogo entre Dios y los hombres. El hombre ha sido creado para glorificar a Dios, a través de la oración se le da gloria, de lo cual el ser humano se beneficia espiritualmente, recibiendo el Amor del Padre por la comunión con Jesucristo a través del Espíritu Santo. Mediante la oración se contempla a Dios, se le agradece, se le pide perdón y se le solicita su bendición y ayuda. Normalmente para orar se necesita un clima de recogimiento, silencio y soledad interior para facilitar la unión con Dios; aunque hay momentos de oración comunitaria que lo dificultan, sin ser por ello menos efectiva. Al orar, cada uno puede hacerlo con sus propias palabras o recurrir a algunas de las oraciones tradicionales de la Iglesia.
- Ave María
- Padre Nuestro
- Gloria Patri
- Rosario
- Acordaos
- Salve
- Magníficat
- Liturgia de las Horas
- Ángelus
- Completas
- Confiteor
- Símbolo niceno-constantinopolitano

Jesús da un ejemplo de oración en el Huerto de los Olivos, cuando al orar decía "Padre, que no se haga mi voluntad, sino la tuya" (Mc 14, 36).
Una diferencia sustancial entre catolicismo y protestantismo es el papel en las oraciones de la Virgen María y los santos. En ese punto no hay diferencias entre el catolicismo y la Iglesia ortodoxa o las demás iglesias orientales.
Santa Teresa de Jesús, doctora de la iglesia y maestra de espirituales, define la oración como: tratar de amistad, estando muchas veces tratando a solas con quien sabemos nos ama”. Para llevarla a buen fin, insiste en la verdadera humildad, que la describe como "andar en verdad". 
El Concilio Vaticano II dice que "desde su mismo nacimiento, el hombre es invitado al diálogo con Dios".
Tipos de oración
Según la fe cristiana, la oración puede ser:
- Verbal (El Padre Nuestro, por ejemplo.)
- Mental (Por ejemplo el Casticismo o Hesiquia, en la que se repite mentalmente el nombre de Jesús)
- De Meditación (Como la lectio divina o lectura espiritual, meditando la Biblia o textos de espiritualidad)
- De Contemplación (Por ejemplo, se puede alcanzar en la Adoración del Santísimo Sacramento. Para alcanzar el estado de contemplación se puede hacer uso de diferentes tipos de oración, generalmente la meditación.)
- De Petición
- De Acción de Gracias
- De Intercesión (oración por las necesidades de los demás)
- De Ofrecimiento (Por ejemplo ofreciendo a Dios el trabajo de cada día, o un bien adquirido)
- De Conversión (Cuando se produce un sentimiento de arrepentimiento y hay una intención de vivir más acorde al Evangelio.)
- De Alabanza (Se suelen utilizar cantos)
- De auditiva
- De escrita
- De visual
- De abandono
- De acogida
- De elevación

Estos tipos de oración no tienen por qué ir separados, se pueden ejercitar a la vez, o irse desencadenando uno detrás de otro; por ejemplo mediante el rezo del Rosario se hace una oración verbal con oraciones conocidas, se puede meditar cada misterio correspondiente a una etapa de la vida de Jesucristo, y se puede hacer oración de petición pidiendo la intercesión de la Virgen María.
La Virgen María, Intercesora en la oración

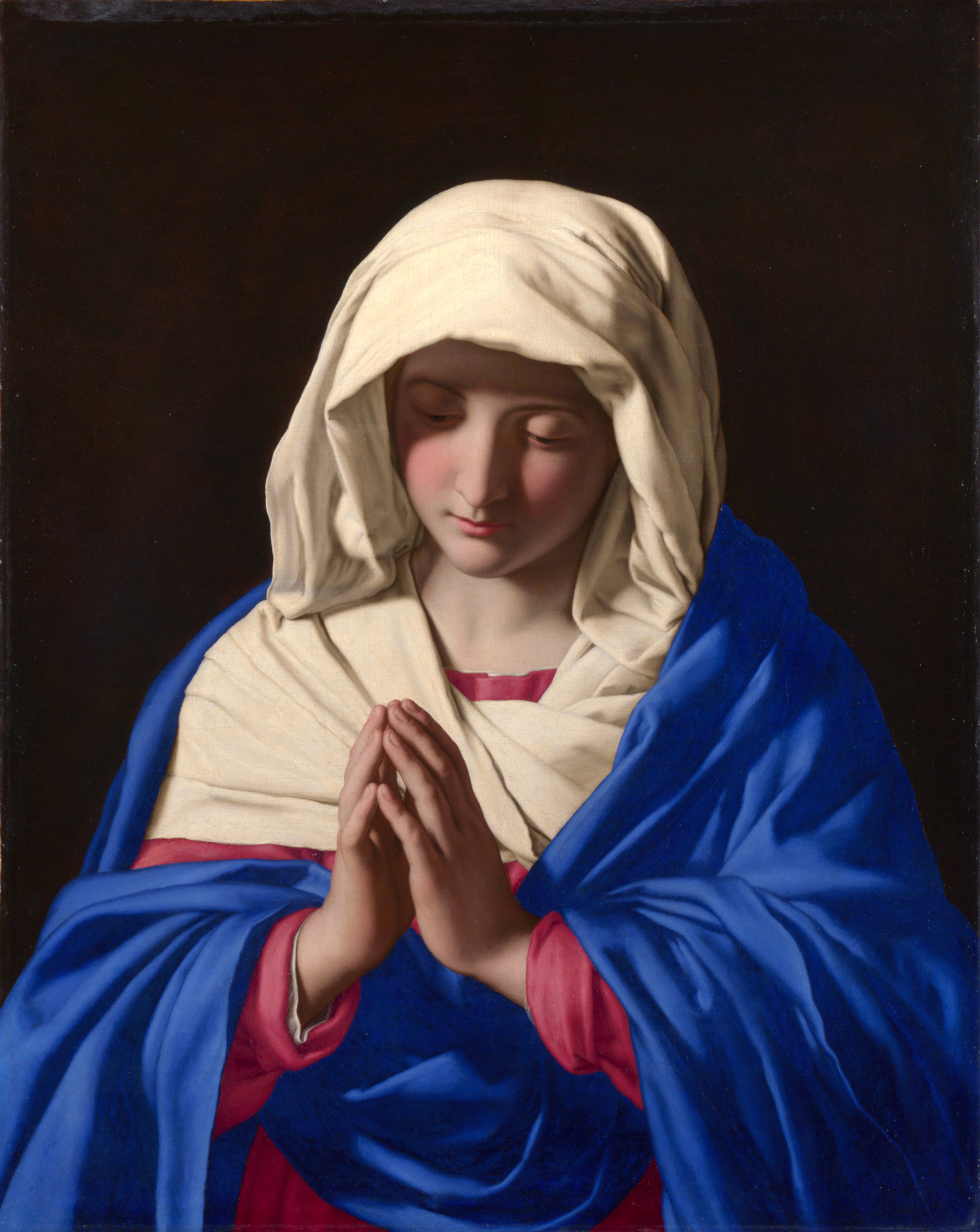
María rezando, por Sassoferrato.

La Tradición apostólica considera a la Virgen María, "interces de toda gracia" y "omnipotencia suplicante" en la oración.
Cristo se hace humano en el vientre de María, dando ella su consentimiento al ángel enviado por Dios,"Hágase en mí según tu palabra" (Lc 1,38).
Su condición de intercesora se manifiesta en la visita que María, encinta, hace a su prima Isabel; su sola presencia, llevando en su vientre al Mesías, llena del Espíritu Santo al hijo que Isabel espera (Juan Bautista).(Lc 1,41-45)
La gracia de omnipotencia suplicante de María la instaura el mismo Jesús en las bodas de Caná, al convertir el agua en vino, simplemente porque su Madre le hizo presente la necesidad. Y ello ocurrió a pesar de que aún no era la hora de empezar su misión.(Jn 2,1-11)
Además, respetando el mandato de Jesús crucificado, los católicos la reconocen como Madre de los hombres, sabiendo que por el mismo mandato, ella nos reconoce como hijos y nos hermana con Jesús. (Jn 19,26-27)
La Comunión de los Santos
El concepto de Comunión de los Santos, al hacer partícipes a todos los cristianos de los méritos de los santos, además de los de Cristo, para su propia salvación, está expresado desde la tradición cristiana desde la perspectiva de que la muerte no es el final de la vida, sino que es el inicio de la vida eterna con Dios. El concepto de comunión de los santos es que, a través de nuestra oración y de la oración de los que ya están en la presencia de Dios (santos) podemos alabar a Dios. Este concepto de "comunión" implica que la Iglesia del cielo (Iglesia triunfante) y la de la tierra (Iglesia militante) están unidas a través de la oración. Permite una clase de culto a los santos (culto de dulía) distinto al culto debido a Dios (culto de latría: dárselo a otra entidad se considera idolatría), pues no deben atribuirse a los santos méritos divinos. Este culto incluye la veneración de sus reliquias e imágenes y el rezo de oraciones.

### Protestantismo
Según el protestantismo; es Jesús quien entrega las enseñanzas sobre como se debe orar. Él dice: "Cuando oren, no sean como los hipócritas, porque a ellos les encanta orar de pie en las sinagogas y en las esquinas de las plazas para que la gente los vea. Les aseguro que ya han obtenido toda su recompensa. Pero tú, cuando te pongas a orar, entra en tu cuarto, cierra la puerta y ora a tu Padre, que está en lo secreto. Así tu Padre, que ve lo que se hace en secreto, te recompensará. Y al orar, no hablen sólo por hablar como hacen los gentiles, porque ellos se imaginan que serán escuchados por sus muchas palabras. No sean como ellos, porque su Padre sabe lo que ustedes necesitan antes de que se lo pidan." (Mateo 6:5-8) (Nueva Versión Internacional)
Es por esto que para los Protestantes, la oración del Padre Nuestro es más bien un esquema temático, y no una oración para recitar repetitivamente.
En la oración, todo apunta a la creencia. Jesús dice: "Pidan, y se les dará; busquen, y encontrarán; llamen, y se les abrirá. Porque todo el que pide, recibe; el que busca, encuentra; y al que llama, se le abre." (Mateo 7:7-8). Y luego continúa diciendo: "Si ustedes creen, recibirán todo lo que pidan en oración." (Mateo 21:22) (Nueva Versión Internacional).
El Protestantismo considera a Jesús como el único redentor e intercesor entre Dios y la humanidad. "Yo soy el camino, la verdad y la vida. Nadie llega al Padre sino por mí" (Juan 14:6). Él mismo les dice a sus discípulos "Ciertamente les aseguro que mi Padre les dará todo lo que le pidan en mi nombre." (Juan 16:23). Y luego Juan dice: "Mis queridos hijos, les escribo estas cosas para que no pequen. Pero si alguno peca, tenemos ante el Padre a un intercesor, a Jesucristo, el Justo. Él es el sacrificio por el perdón de* nuestros pecados, y no sólo por los nuestros sino por los de todo el mundo." (1 Juan 2:1-2) (Nueva Versión Internacional).
Los momentos de oración se efectúan de manera libre, de acuerdo al sentimiento que posea cada persona en el momento, o de acuerdo al sentir del Espíritu Santo como mencionan pentecostales y evangélicos. Esto ocurre incluso durante reuniones masivas como la adoración dominical.

### Mormones
Según el Movimiento de los Santos de los Últimos Días, más conocido como Mormones, la oración es la comunicación reverente con Dios durante la cual la persona da gracias y pide bendiciones. La oración se dirige a Dios Padre en el nombre de Jesucristo y puede hacerse en voz alta y/o mentalmente. Los pensamientos también pueden ser una oración si se dirigen a Dios. La canción de los justos es una oración para Dios (D y C 25:12).
La finalidad de la oración no es cambiar la voluntad divina, sino obtener bendiciones que Dios esté dispuesto a otorgar, pero que deben ser solicitadas con el fin de recibirlas. 
Para ofrecer una oración, la persona debe seguir los siguientes pasos:
1. Nuestro Padre Celestial
2. Te damos gracias por...
3. Te pedimos...
4. En el nombre de Jesucristo. Amén

## Islam

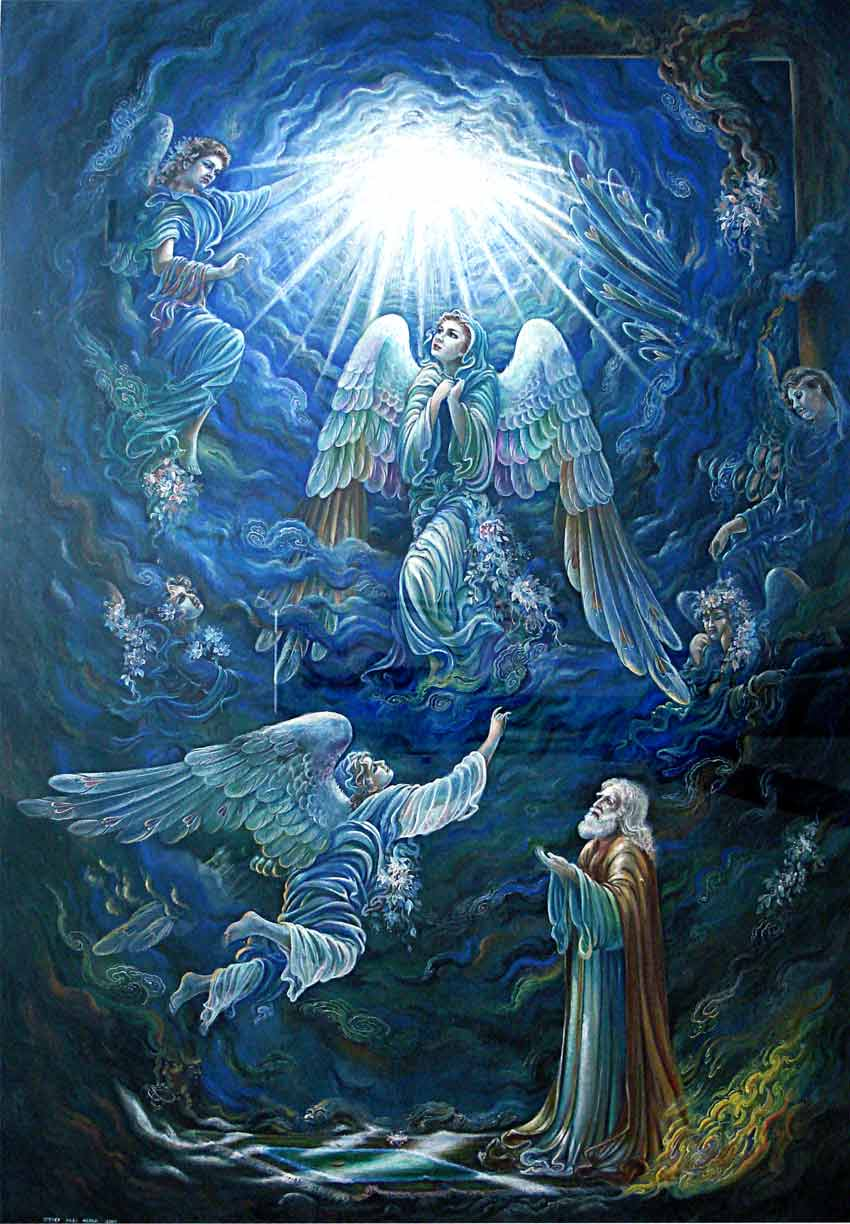
Oraciones musulmanas, por Yousef Abdinejad.

Ṣalāt (árabe: صلاة; plural: ṣalawāt, árabe coránico: صلوة <<orar o bendecir>>)  generalmente se refiere a las oraciones de los musulmanes a Dios; y más comúnmente a las cinco oraciones diarias del Islam, las cuales son: 
- Fajr (desde el rayar del alba hasta el instante anterior a la salida del sol)
- Dhuhr (Poco después de mediodía)
- Asr (En la tarde)
- Magrib (Después de la puesta del sol)(corresponde a ma'ariv en hebreo)
- Isha (1,5 horas después de la puesta del sol hasta la oración de Fajr.)

Aquí la posición que ocupa y el concepto sobre la oración Salat.
1-. La oración es el segundo de los pilares del Islam
Dijo el Profeta, la paz y las bendiciones de Dios sean con él: “el Islam se levanta sobre cinco pilares: el testimonio de que no hay más dios que Alá y que Mahoma es su siervo, y la práctica de As-Sala ” [ Muttafaq ‘alaih ]
2-. La oración es la mejor de las obras
Dijo el Mensajero de Dios, la paz y las bendiciones de Alá sean con él: “La mejor obra es As-Sala al principio de su tiempo” [ Lo citó At-Tirmidhi ]
3-. La oración es la diferencia entre el islam y la incredulidad
Dijo el Profeta, la paz y las bendiciones de Dios sean con él: “ciertamente entre el hombre y la incredulidad y el politeísmo está el abandono del As-Sala ” [ Lo citó Muslim ]
4-. La oración es la base del Islam y sobre él, después del Tawhid, se levanta el islam
Dijo el Profeta, la paz y las bendiciones de Dios sean con él: “La cabeza de este asunto es el Islam y su columna es As-Sala ” [ Lo citó Ahmad ]

## Judaísmo
El judaísmo, requiere oraciones al despertar, al atardecer, al anochecer, y después de cada comida. También hay bendiciones especiales para todos los gozos, todas las dichas, y todas las penas y dolores. 
La religión judía prohíbe estrictamente oraciones para pedir por malos augurios a los demás, o para pedir que se cambie el pasado. 
Algunas oraciones requieren la presencia de diez hombres miembros de la comunidad. También están los rezos de Shajarit a la mañana Minja al mediodía y Arvit a la noche y agregado en Shabat hay uno llamado Minja los cuales son muy importantes en la vida diaria de un judío.

## Religiones orientales
Se han encontrado paralelismos entre el monacato, las vías ascética y mística del cristianismo y algunas religiones orientales.

### Budismo
Pueden entenderse como formas de oración budista la repetición de mantras y el mero hecho de dar vueltas a un molinillo de oraciones.
La práctica de la meditación, fundamental para el budismo, puede ser considerada en sí misma una forma de oración (y viceversa).